# Sainte-Marie-du-Mont (Manche)
Sainte-Marie-du-Mont település Franciaországban, Manche megyében. Lakosainak száma 694 fő (2022. január 1.). Sainte-Marie-du-Mont Audouville-la-Hubert, Blosville, Boutteville, Hiesville, Turqueville és Carentan-les-Marais községekkel határos.

## Népesség
A település népessége az elmúlt években az alábbi módon változott:
| Lakosok száma | 896  | 765  | 779  | 778  | 735  | 733  | 720  | 712  | 707  | 694  |
|               | 1968 | 1982 | 1990 | 2006 | 2013 | 2015 | 2017 | 2019 | 2020 | 2022 |